# Chaetanthera taltalensis
Chaetanthera taltalensis là một loài thực vật có hoa trong họ Cúc. Loài này được (Cabrera) A.M.R. Davies mô tả khoa học đầu tiên.